# Gangsta Squad
Gangsta Squad fue un dúo de hip-hop de Zaragoza (Aragón, España) formado por Lírico (David Gilaberte) (Mc, miembro actual de Doble V) y Brutal (Sergio Ibarra) (DJ; Hermano de Kase.O).

## Biografía
Junto a Kase.O, Claan, Hardcore Street, General D y DJ Potas, Gangsta Squad fue uno de los grupos más importantes de rap de Zaragoza en los noventa. Tuvieron mucha repercusión en el rap underground de la ciudad, pese a haber sacado una única maqueta.
Tras la disolución del Gangsta Squad y de Bufank, Kase.O, Lírico (Gangsta); R de Rumba y Hate (Bufank) forman Violadores del Verso. Brutal les acompañó a los platos en el EP de debut del mismo nombre del grupo, pero desde entonces no ha vuelto a hacer rap.

## Discografía
- … Es Tan Solo Un Aviso (Maqueta) ( 1994)

## Discografías en solitario

### Lírico
Con Violadores del Verso:
- Violadores del verso (EP) (Avoid, 1998)
- Violadores del Verso presentan a Kase-O en: Mierda (Maxi) (Boa Music, 1998)
- Genios (LP) (Avoid, 1999)
- Violadores del Verso + Kase-O Mierda (Reedición, (Boa Music, 2001)
- Atrás (Maxi) (Rap Solo, 2001)
- Vicios y Virtudes (LP) (Rap Solo/Boa Music, 2001)
- Tú eres alguien/Bombo clap (DVD en directo) (Rap Solo/Boa Music, 2002)
- Vivir para contarlo / Haciendo lo nuestro (Maxi) (Rap Solo/Boa Music, 2006) (Disco de Oro)
- Vivir para contarlo (LP) (Rap Solo/Boa Music, 2006) (Disco de Oro)
- Gira 06/07 Presente (LP/DVD) (Rap Solo/Boa Music, 2007)
- Un Antes y Un Después (LP) (Rap Solo, 2012)